# اپه

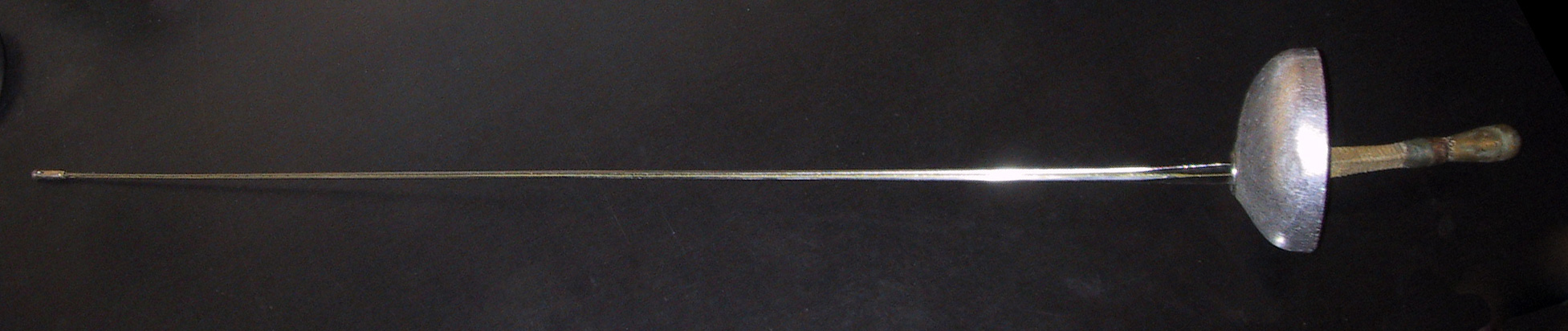
اپه ورزشی با دستهٔ فرانسوی.

شمشیرباز اپه. محدوده مجاز ضربه‌زنی با اپه (تمام بدن) در نگاره به رنگ قرمز نشان داده شده.

اپه (به فرانسوی: épée) گونه‌ای شمشیر مورد استفاده در ورزش شمشیربازی است.
واژهٔ اپه در فرانسوی به معنای شمشیر است.
مسابقات با اپه را مسابقات «اسلحه اپه» می‌گویند.
اپه در مقایسه با شمشیر سابر بیشتر با شمشیر فلوره همانندی دارد اما نسبت به فلوره تیغه سفت‌تری دارد که مقطع آن ۷-شکل است، محافظ دست آن هم بزرگ‌تر است و وزن آن سنگین‌تر.
در بازی نوع اپه، حملات با نوک شمشیر آغاز می‌شود و هدف حمله تمام بدن حریف است.
مسابقات جهانی و المپیک شمشیربازی برای در سه بخش اسلحه فلوره، اپه و سابر برگزاری می‌شود که تفاوت اصلی آن‌ها نوع شمشیر مورد استفاده و محل مجاز برخورد ضربه برای کسب امتیاز است.
شمشیربازی نوین از سه گونه شمشیر نام‌برده استفاده می‌کند که اپه از دو شمشیر دیگر سنگین‌تر است و تنها اسلحه‌ای است که هدف‌گیری سراسر لباس حریف با آن مجاز است و مسابقات آن نسبت به دو رشته دیگر بیشتر به یک دوئل واقعی شباهت دارد.
اپه‌های امروزی معمولاً تیغه‌ای به درازای ۹۰ سانتیمتر و وزنی برابر با ۷۷۰ گرم دارند هرچند وزن آن‌ها بسته به طراحی گاه به ۳۵۰ گرم هم می‌رسد.